# Lothar Matthäus
Lothar Herbert Matthäus (pron. [ˈloːtaʁ maˈtɛːʊs], ; Erlangen, 21 marzo 1961) è un allenatore di calcio ed ex calciatore tedesco, di ruolo centrocampista o difensore. Con la nazionale tedesca si è laureato campione europeo nel 1980 e campione mondiale – da capitano – nel 1990.
Considerato uno dei più forti calciatori della storia del calcio, occupa la 31ª posizione nella speciale classifica dei migliori calciatori del XX secolo pubblicata dalla rivista World Soccer e la 15ª posizione nell'omonima lista stilata dall'IFFHS. La FIFA lo ha inoltre piazzato all'ottavo posto nella classifica dei migliori numeri dieci della storia del calcio, mentre nel marzo del 2004 Pelé lo ha inserito nella FIFA 100, la lista dei 125 migliori calciatori viventi, redatta in occasione del Centenario della FIFA.
A livello individuale ha vinto il Pallone d'oro nel 1990, diventando il primo giocatore dell'Inter a ottenere tale riconoscimento, ed è stato eletto calciatore dell'anno FIFA nel 1991. Oltre a ciò, è stato premiato come calciatore tedesco dell'anno nel 1990 e nel 1999. Il 9 marzo 2018, in concomitanza col 110º anniversario della fondazione dell'Inter, è stato il primo centrocampista inserito nella Hall of Fame del club milanese.
Dopo cinque stagioni nel Borussia M'gladbach, è passato al Bayern Monaco, con cui in quattro anni ha vinto tre campionati tedeschi, una Coppa e una Supercoppa di Germania. Nel 1988 si è trasferito all'Inter, affermandosi definitivamente a livello internazionale e conquistando un campionato italiano, una Supercoppa nazionale e una Coppa UEFA. Conclusa dopo quattro stagioni l'esperienza in Italia, ha fatto ritorno al Bayern Monaco, vincendo altri tre campionati, una Coppa di Germania, tre Coppe di Lega tedesca e una Coppa UEFA, perdendo una finale di UEFA Champions League nel 1998-1999. L'anno seguente ha terminato la carriera nei MetroStars.
In nazionale ha disputato 150 partite (record per il calcio tedesco), segnando 23 reti. Detiene il record di partecipazioni al campionato del mondo (cinque, dal 1982 al 1998), a pari merito con Andrés Guardado, Gianluigi Buffon, Antonio Carbajal, Cristiano Ronaldo, Lionel Messi e Rafael Márquez; fino al 2022 è stato il giocatore con più presenze nelle fasi finali della rassegna iridata (25), prima di essere superato da Messi. Ha inoltre partecipato a quattro campionati europei (1980, 1984, 1988 e 2000) e una FIFA Confederations Cup (1999).
Da allenatore, ha vinto un campionato serbomontenegrino alla guida del Partizan.

## Biografia
Matthäus ha origini ebraiche da parte dalla nonna paterna. È stato sposato per cinque volte e ha quattro figli.
Dal 2001 al 2009 ha scritto per il settimanale sportivo tedesco Sport Bild. Ha inoltre lavorato come commentatore per diverse emittenti, come Sky Deutschland, ZDF, Eurosport, Al Jazeera, IRIB e ITV.
Nel marzo 2019 è stato scelto dalla UEFA come ambasciatore per il campionato d'Europa 2020.

## Caratteristiche tecniche
(Diego Armando Maradona)
Giocatore dinamico, versatile e grintoso, dopo gli esordi da mediano si affermò come regista di centrocampo: in questa posizione riuscì a trarre il massimo dal proprio stile di gioco – atipico e difficilmente riconducibile a un ruolo ben delineato –, muovendosi tra attacco e difesa secondo il proprio estro, senza seguire pedissequamente le indicazioni degli allenatori. In età avanzata arretrò il proprio raggio d'azione, ricoprendo con ottimo rendimento, nonché con una certa spregiudicatezza, il ruolo di libero.
Dotato di qualità fisiche e tecniche – abile sia nella finalizzazione sia nell'ultimo passaggio, anche da lunga distanza –, era un leader carismatico, predisposto a incaricarsi di giocate determinanti, sebbene in qualche occasione lasciasse trasparire una certa emotività. In carriera realizzò oltre 200 reti, in virtù di un tiro forte e preciso, che lo rese un ottimo esecutore di rigori.

## Carriera

### Giocatore

#### Club

Matthäus solleva la Coppa UEFA 1990-1991 conquistata nella doppia finale italiana contro la.

##### Borussia M'gladbach e Bayern Monaco

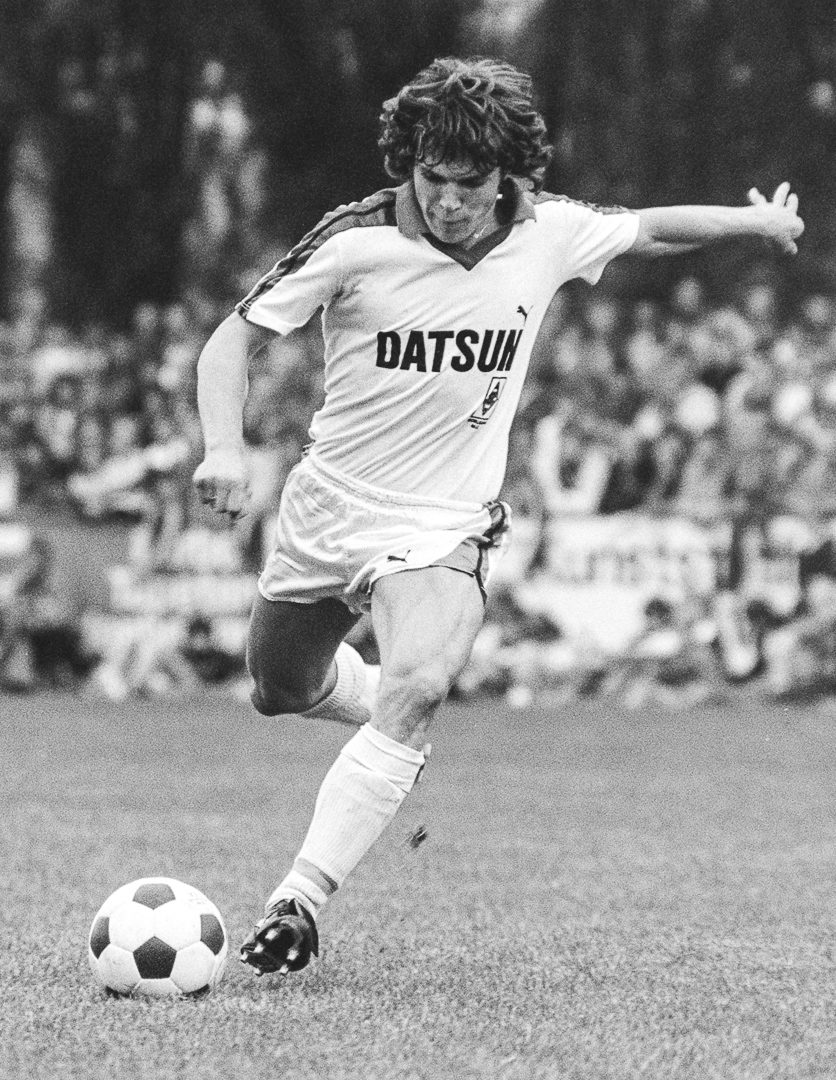
Matthäus in azione al Borussia M'gladbach nel 1981

Matthäus mosse i primi passi nell'Herzogenaurach, un piccolo club della Baviera. Nel 1979 passò al Borussia M'gladbach, con il quale esordì in Bundesliga e trascorse cinque stagioni. Nel 1984 fu comprato dal Bayern Monaco, dove in quattro anni vinse tre campionati consecutivi e una Coppa di Germania.

##### Inter
Nell'estate del 1988 fu acquistato dall'Inter del presidente Ernesto Pellegrini per 5,6 miliardi di lire. Nel periodo interista vinse lo scudetto dei record, che l'Inter conquistò nel 1988-1989 con 58 punti in 34 partite, record per i campionati italiani a 18 squadre e 2 punti per vittoria. Matthäus segnò il decisivo 2-1 nello scontro diretto di Milano con il Napoli. Nello stesso anno vinse con i nerazzurri anche la Supercoppa italiana.

Da sinistra: Matthäus con il tecnico interista Trapattoni e il compagno di squadra Brehme nella stagione 1988-1989; Matthäus e il Trap si ritroveranno a metà anni 90 al Bayern Monaco.

Nella stagione 1990-1991 contribuì alla vittoria della Coppa UEFA, la prima dell'Inter e della sua carriera personale, nella doppia finale italiana contro la Roma segnando il rigore del definitivo 2-0 nella sfida di andata giocatasi a San Siro (il ritorno finì 1-0 per i giallorossi); era dai tempi della Grande Inter che i nerazzurri non conquistavano un titolo europeo. In campionato, l'Inter restò a lungo in corsa per lo scudetto, ma la sconfitta per 2-0 nello scontro diretto con la Sampdoria la allontanò dal vertice, relegandola al 3º posto: nell'occasione, Matthäus sbagliò un rigore, respinto dal portiere avversario Gianluca Pagliuca.
Il 12 aprile 1992, contro il Parma, Matthäus ebbe un grave infortunio: rottura dei legamenti del ginocchio. La stagione 1991-1992 si rivelò complicata, sia a livello professionale (l'Inter mancò l'accesso alle coppe continentali dopo diciassette anni, nonostante l'avvicendamento in panchina tra Corrado Orrico a Luis Suárez) che personale (nel 1992 terminò il suo primo matrimonio con Silvia). A fine anno, di comune accordo con la società interista, scelse di tornare in Germania e fu ceduto alla sua ex squadra, il Bayern Monaco, per 3 miliardi di lire.

##### Ritorno al Bayern Monaco, MetroStars
Nella sua seconda esperienza al Bayern Monaco, durata otto anni, vinse altri quattro campionati, due Coppe di Germania e tre Coppe di Lega.
All'inizio del 1995 incappò nel secondo grave infortunio in carriera, una rottura del tendine d'Achille che lo costrinse a un lungo stop: tornò in campo dopo dieci mesi, smentendo coloro che, davanti a un giocatore ormai trentacinquenne, ne avevano avventatamente predetto il ritiro. Al contrario: sul finire del decennio, definitivamente arretrato a libero, in questo ruolo mostrò una rinnovata verve atletica che gli permise di allungare con successo la carriera fino alle soglie dei quarant'anni. L'annata 1998-1999 si concluse con la sconfitta dei tedeschi nella finale di Champions League per mano del Manchester Utd, che ribaltò l'esito dell'incontro negli ultimi minuti, dopo che Matthäus era stato sostituito.
Non poté fregiarsi di quella che sarebbe stata la sua settima Bundesliga, poiché nel corso della stagione 1999-2000 lasciò stavolta definitivamente i bavaresi per approdare oltreoceano ai MetroStars di New York, dove a fine anno diede l'addio al calcio professionistico e iniziò l'attività di allenatore.

#### Nazionale
Esordì con la Germania Ovest in una partita contro i Paesi Bassi valida per la fase a gironi del campionato d'Europa 1980. La competizione venne vinta dai tedeschi occidentali e Matthäus poté quindi festeggiare il primo titolo con la nazionale. Prese parte anche al campionato del mondo 1982 e al campionato d'Europa 1984.
Nel 1986 fu il leader della nazionale tedesca occidentale al campionato del mondo 1986 in Messico, perso in finale contro l'Argentina di Maradona, che Matthäus neutralizzò nel primo tempo marcandolo a uomo (mentre nella ripresa l'asso argentino fu preso in consegna da Karlheinz Förster). Partecipò anche al campionato d'Europa 1988, uscendo in semifinale.

Matthäus (a sinistra) e Littbarski sollevano la Coppa del Mondo vinta dalla Germania Ovest al.

Due anni dopo fu capitano e trascinatore dei tedeschi occidentali al campionato del mondo 1990 in Italia: nel corso della vittoriosa rassegna iridata segnò quattro reti, una delle quali, contro la Jugoslavia, è stato inserita al nono posto nella classifica del Gol del secolo, indetta dalla FIFA nel 2002. A fine anno venne insignito del Pallone d'oro, proseguendo la striscia di successi l'anno successivo, aggiudicandosi la prima edizione del FIFA World Player.
Disputò ancora due mondiali da titolare, nel campionato del mondo 1994 e nel campionato del mondo 1998, questa volta con la maglia della riunificata Germania. In questo modo stabilì il record di partite disputate nel campionato del mondo, nonché il primato di partecipazioni alle fasi finali dei mondiali (partecipò a cinque appuntamenti iridati differenti, dal campionato del mondo 1982 al campionato del mondo 1998). L'ultima grande rassegna alla quale partecipò fu il campionato d'Europa 2000.

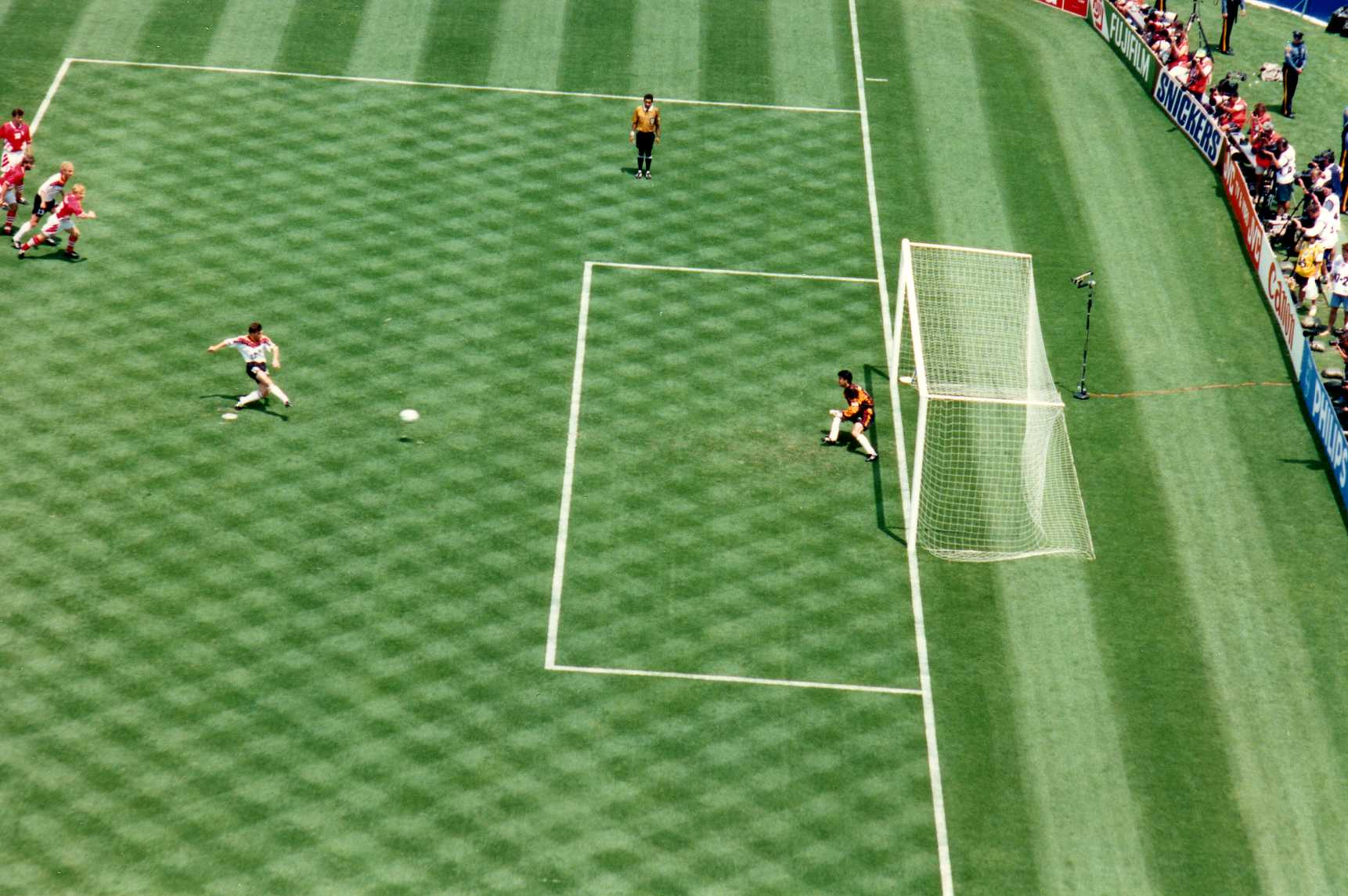
Matthäus realizza il rigore del momentaneo vantaggio tedesco – poi reso vano dalla rimonta bulgara – nei quarti di finale del

Matthäus ha militato nella squadra nazionale – Germania Ovest prima, e Germania poi – per vent'anni, dal giugno del 1980 al giugno del 2000, collezionando 150 presenze, record per i tedeschi (solo tredici giocatori al mondo, con altre nazionali, hanno fatto meglio), e segnando 23 reti. Detiene, insieme a Gianluigi Buffon, Antonio Carbajal e Rafael Márquez, il record di mondiali disputati (5); è stato fino al 2022 il calciatore con più presenze assolute nelle fasi finali della rassegna iridata (25), poi superato da Lionel Messi.

### Allenatore
Il 6 settembre 2001 diventò allenatore della squadra austriaca del Rapid Vienna, incarico che mantenne fino al 10 maggio 2002. Dal 22 dicembre dello stesso anno allenò la compagine serba del Partizan, dove rimase fino al 13 dicembre 2003. Dal 14 dicembre successivo diventò commissario tecnico dell'Ungheria, ruolo che rivestì fino al 31 dicembre 2005. Dall'11 gennaio 2006 guidò i brasiliani dell'Athl. Paranaense, dove rimase fino al 17 marzo seguente. Dal 1º giugno 2006 al 12 giugno 2007 fu il vice di Giovanni Trapattoni al Salisburgo, vincendo in questa veste il campionato austriaco.
Dal 15 giugno 2008 venne ingaggiato dal Maccabi Netanya; rimase sulla panchina della squadra israeliana fino al 29 aprile 2009. Il 24 ottobre dello stesso anno venne ingaggiato dagli argentini del Racing Club, dove sostituì Ricardo Caruso Lombardi dopo 10 gare di campionato; dopo due giorni cambiò idea e si dimise.
Dopo essere stato in trattativa con la nazionale camerunese, il 23 settembre 2010 diventò allenatore della Bulgaria, incarico che mantenne fino al 19 settembre 2011, quando risolse il contratto.

## Statistiche

### Presenze e reti nei club
| Stagione                   | Squadra                    | Campionato                 | Campionato | Campionato | Coppe nazionali | Coppe nazionali | Coppe nazionali | Coppe continentali | Coppe continentali | Coppe continentali | Altre coppe | Altre coppe | Altre coppe | Totale | Totale |
| Stagione                   | Squadra                    | Comp                       | Pres       | Reti       | Comp            | Pres            | Reti            | Comp               | Pres               | Reti               | Comp        | Pres        | Reti        | Pres   | Reti   |
| -------------------------- | -------------------------- | -------------------------- | ---------- | ---------- | --------------- | --------------- | --------------- | ------------------ | ------------------ | ------------------ | ----------- | ----------- | ----------- | ------ | ------ |
| 1978-1979                  | Herzogenaurach             | LBM                        | 22         | 21         |                 | -               | -               |                    | -                  | -                  | -           | -           | -           | 22     | 21     |
| 1979-1980                  | Borussia M'gladbach        | BL                         | 28         | 4          | CG              | 2               | 0               | CU                 | 11                 | 2                  | -           | -           | -           | 41     | 6      |
| 1980-1981                  | Borussia M'gladbach        | BL                         | 33         | 10         | CG              | 5               | 2               | -                  | -                  | -                  | -           | -           | -           | 38     | 12     |
| 1981-1982                  | Borussia M'gladbach        | BL                         | 33         | 3          | CG              | 5               | 4               | CU                 | 4                  | 1                  | -           | -           | -           | 42     | 8      |
| 1982-1983                  | Borussia M'gladbach        | BL                         | 34         | 8          | CG              | 5               | 2               | -                  | -                  | -                  | -           | -           | -           | 39     | 10     |
| 1983-1984                  | Borussia M'gladbach        | BL                         | 34         | 11         | CG              | 6               | 4               | -                  | -                  | -                  | -           | -           | -           | 40     | 15     |
| Totale Borussia M'gladbach | Totale Borussia M'gladbach | Totale Borussia M'gladbach | 162        | 36         |                 | 23              | 12              |                    | 15                 | 3                  |             | -           | -           | 200    | 51     |
| 1984-1985                  | Bayern Monaco              | BL                         | 33         | 16         | CG              | 6               | 0               | CdC                | 5                  | 1                  | -           | -           | -           | 44     | 17     |
| 1985-1986                  | Bayern Monaco              | BL                         | 23         | 10         | CG              | 6               | 2               | CC                 | 3                  | 0                  | -           | -           | -           | 32     | 12     |
| 1986-1987                  | Bayern Monaco              | BL                         | 31         | 14         | CG              | 3               | 1               | CC                 | 7                  | 4                  | -           | -           | -           | 41     | 19     |
| 1987-1988                  | Bayern Monaco              | BL                         | 26         | 17         | CG              | 4               | 3               | CC                 | 4                  | 1                  | -           | -           | -           | 34     | 21     |
| 1988-1989                  | Inter                      | A                          | 32         | 9          | CI              | 7               | 3               | CU                 | 5                  | 0                  | -           | -           | -           | 44     | 12     |
| 1989-1990                  | Inter                      | A                          | 25         | 11         | CI              | 3               | 2               | CC                 | 2                  | 0                  | SI          | 0           | 0           | 30     | 13     |
| 1990-1991                  | Inter                      | A                          | 31         | 16         | CI              | 3               | 1               | CU                 | 12                 | 6                  | -           | -           | -           | 46     | 23     |
| 1991-1992                  | Inter                      | A                          | 27         | 4          | CI              | 5               | 1               | CU                 | 2                  | 0                  | -           | -           | -           | 34     | 5      |
| Totale Inter               | Totale Inter               | Totale Inter               | 115        | 40         |                 | 18              | 7               |                    | 21                 | 6                  |             | 0           | 0           | 154    | 53     |
| 1992-1993                  | Bayern Monaco              | BL                         | 28         | 8          | CG              | 0               | 0               | -                  | -                  | -                  | -           | -           | -           | 28     | 8      |
| 1993-1994                  | Bayern Monaco              | BL                         | 33         | 8          | CG              | 3               | 1               | CU                 | 4                  | 1                  | -           | -           | -           | 40     | 10     |
| 1994-1995                  | Bayern Monaco              | BL                         | 16         | 5          | CG              | 2               | 0               | UCL                | 6                  | 0                  | SG          | 1           | 0           | 25     | 5      |
| 1995-1996                  | Bayern Monaco              | BL                         | 19         | 1          | CG              | 0               | 0               | CU                 | 7                  | 0                  | -           | -           | -           | 26     | 1      |
| 1996-1997                  | Bayern Monaco              | BL                         | 28         | 1          | CG              | 3               | 0               | CU                 | 2                  | 0                  | -           | -           | -           | 33     | 1      |
| 1997-1998                  | Bayern Monaco              | BL                         | 25         | 3          | CG+CLG          | 3+2             | 0               | UCL                | 5                  | 0                  | -           | -           | -           | 35     | 3      |
| 1998-1999                  | Bayern Monaco              | BL                         | 25         | 1          | CG+CLG          | 5+2             | 0               | UCL                | 12                 | 1                  | -           | -           | -           | 44     | 2      |
| 1999-gen. 2000             | Bayern Monaco              | BL                         | 15         | 1          | CG+CLG          | 2+2             | 0               | UCL                | 9                  | 0                  | -           | -           | -           | 26     | 1      |
| Totale Bayern Monaco       | Totale Bayern Monaco       | Totale Bayern Monaco       | 302        | 85         |                 | 42              | 7               |                    | 64                 | 8                  |             | 0           | 0           | 408    | 100    |
| 2000                       | MetroStars                 | MLS                        | 16+5       | 0+0        | OpenCup         | 2               | 0               | -                  | -                  | -                  | -           | -           | -           | 23     | 0      |
| mag. 2018                  | Herzogenaurach             | BM1                        | 1          | 0          |                 | -               | -               |                    | -                  | -                  | -           | -           | -           | 1      | 0      |
| Totale Herzogenaurach      | Totale Herzogenaurach      | Totale Herzogenaurach      | 23         | 21         |                 | -               | -               |                    | -                  | -                  |             | -           | -           | 23     | 21     |
| Totale carriera            | Totale carriera            | Totale carriera            | 617+5      | 182+0      |                 | 83              | 19              |                    | 100                | 17                 |             | 1           | 0           | 806    | 225    |

### Cronologia presenze e reti in nazionale
| Cronologia completa delle presenze e delle reti in nazionale ― Germania Ovest | Cronologia completa delle presenze e delle reti in nazionale ― Germania Ovest | Cronologia completa delle presenze e delle reti in nazionale ― Germania Ovest | Cronologia completa delle presenze e delle reti in nazionale ― Germania Ovest | Cronologia completa delle presenze e delle reti in nazionale ― Germania Ovest | Cronologia completa delle presenze e delle reti in nazionale ― Germania Ovest | Cronologia completa delle presenze e delle reti in nazionale ― Germania Ovest | Cronologia completa delle presenze e delle reti in nazionale ― Germania Ovest |
| Data                                                                          | Città                                                                         | In casa                                                                       | Risultato                                                                     | Ospiti                                                                        | Competizione                                                                  | Reti                                                                          | Note                                                                          |
| ----------------------------------------------------------------------------- | ----------------------------------------------------------------------------- | ----------------------------------------------------------------------------- | ----------------------------------------------------------------------------- | ----------------------------------------------------------------------------- | ----------------------------------------------------------------------------- | ----------------------------------------------------------------------------- | ----------------------------------------------------------------------------- |
| 14-6-1980                                                                     | Napoli                                                                        | Germania Ovest                                                                | 3 – 2                                                                         | Paesi Bassi                                                                   | Euro 1980 - 1º turno                                                          | -                                                                             | 73’                                                                           |
| 18-11-1981                                                                    | Dortmund                                                                      | Germania Ovest                                                                | 8 – 0                                                                         | Albania                                                                       | Qual. Mondiali 1982                                                           | -                                                                             | 60’                                                                           |
| 17-2-1982                                                                     | Hannover                                                                      | Germania Ovest                                                                | 3 – 1                                                                         | Portogallo                                                                    | Amichevole                                                                    | -                                                                             | 60’                                                                           |
| 21-3-1982                                                                     | Rio de Janeiro                                                                | Brasile                                                                       | 1 – 0                                                                         | Germania Ovest                                                                | Amichevole                                                                    | -                                                                             |                                                                               |
| 24-3-1982                                                                     | Buenos Aires                                                                  | Argentina                                                                     | 1 – 1                                                                         | Germania Ovest                                                                | Amichevole                                                                    | -                                                                             |                                                                               |
| 14-4-1982                                                                     | Colonia                                                                       | Germania Ovest                                                                | 2 – 1                                                                         | Cecoslovacchia                                                                | Amichevole                                                                    | -                                                                             |                                                                               |
| 12-5-1982                                                                     | Oslo                                                                          | Norvegia                                                                      | 2 – 4                                                                         | Germania Ovest                                                                | Amichevole                                                                    | -                                                                             |                                                                               |
| 20-6-1982                                                                     | Gijón                                                                         | Germania Ovest                                                                | 4 – 1                                                                         | Cile                                                                          | Mondiali 1982 - 1º turno                                                      | -                                                                             | 61’                                                                           |
| 25-6-1982                                                                     | Gijón                                                                         | Germania Ovest                                                                | 1 – 0                                                                         | Austria                                                                       | Mondiali 1982 - 1º turno                                                      | -                                                                             | 66’                                                                           |
| 22-9-1982                                                                     | Monaco di Baviera                                                             | Germania Ovest                                                                | 0 – 0                                                                         | Belgio                                                                        | Amichevole                                                                    | -                                                                             |                                                                               |
| 13-10-1982                                                                    | Londra                                                                        | Inghilterra                                                                   | 1 – 2                                                                         | Germania Ovest                                                                | Amichevole                                                                    | -                                                                             |                                                                               |
| 17-11-1982                                                                    | Belfast                                                                       | Irlanda del Nord                                                              | 1 – 0                                                                         | Germania Ovest                                                                | Qual. Euro 1984                                                               | -                                                                             | 72’                                                                           |
| 23-2-1983                                                                     | Lisbona                                                                       | Portogallo                                                                    | 1 – 0                                                                         | Germania Ovest                                                                | Amichevole                                                                    | -                                                                             | 46’                                                                           |
| 7-6-1983                                                                      | Lussemburgo                                                                   | Jugoslavia                                                                    | 2 – 4                                                                         | Germania Ovest                                                                | Amichevole                                                                    | -                                                                             | 46’                                                                           |
| 7-9-1983                                                                      | Budapest                                                                      | Ungheria                                                                      | 1 – 1                                                                         | Germania Ovest                                                                | Amichevole                                                                    | -                                                                             | 46’                                                                           |
| 5-10-1983                                                                     | Gelsenkirchen                                                                 | Germania Ovest                                                                | 3 – 0                                                                         | Austria                                                                       | Qual. Euro 1984                                                               | -                                                                             | 73’                                                                           |
| 26-10-1983                                                                    | Berlino Ovest                                                                 | Germania Ovest                                                                | 5 – 1                                                                         | Turchia                                                                       | Qual. Euro 1984                                                               | -                                                                             |                                                                               |
| 16-11-1983                                                                    | Amburgo                                                                       | Germania Ovest                                                                | 0 – 1                                                                         | Irlanda del Nord                                                              | Qual. Euro 1984                                                               | -                                                                             |                                                                               |
| 20-11-1983                                                                    | Saarbrücken                                                                   | Germania Ovest                                                                | 2 – 1                                                                         | Albania                                                                       | Qual. Euro 1984                                                               | -                                                                             |                                                                               |
| 29-2-1984                                                                     | Bruxelles                                                                     | Belgio                                                                        | 0 – 1                                                                         | Germania Ovest                                                                | Amichevole                                                                    | -                                                                             |                                                                               |
| 28-3-1984                                                                     | Hannover                                                                      | Germania Ovest                                                                | 2 – 1                                                                         | Unione Sovietica                                                              | Amichevole                                                                    | -                                                                             |                                                                               |
| 18-4-1984                                                                     | Strasburgo                                                                    | Francia                                                                       | 1 – 0                                                                         | Germania Ovest                                                                | Amichevole                                                                    | -                                                                             |                                                                               |
| 22-5-1984                                                                     | Zurigo                                                                        | Germania Ovest                                                                | 1 – 0                                                                         | Italia                                                                        | Amichevole                                                                    | -                                                                             | 46’                                                                           |
| 14-6-1984                                                                     | Strasburgo                                                                    | Portogallo                                                                    | 0 – 0                                                                         | Germania Ovest                                                                | Euro 1984 - 1º turno                                                          | -                                                                             | 67’                                                                           |
| 17-6-1984                                                                     | Lens                                                                          | Germania Ovest                                                                | 2 – 1                                                                         | Romania                                                                       | Euro 1984 - 1º turno                                                          | -                                                                             |                                                                               |
| 20-6-1984                                                                     | Parigi                                                                        | Spagna                                                                        | 1 – 0                                                                         | Germania Ovest                                                                | Euro 1984 - 1º turno                                                          | -                                                                             |                                                                               |
| 12-9-1984                                                                     | Düsseldorf                                                                    | Germania Ovest                                                                | 1 – 3                                                                         | Argentina                                                                     | Amichevole                                                                    | -                                                                             |                                                                               |
| 17-10-1984                                                                    | Colonia                                                                       | Germania Ovest                                                                | 2 – 0                                                                         | Svezia                                                                        | Qual. Mondiali 1986                                                           | -                                                                             |                                                                               |
| 16-12-1984                                                                    | Ta' Qali                                                                      | Malta                                                                         | 2 – 3                                                                         | Germania Ovest                                                                | Qual. Mondiali 1986                                                           | -                                                                             |                                                                               |
| 29-1-1985                                                                     | Amburgo                                                                       | Germania Ovest                                                                | 0 – 1                                                                         | Ungheria                                                                      | Amichevole                                                                    | -                                                                             |                                                                               |
| 24-2-1985                                                                     | Oeiras                                                                        | Portogallo                                                                    | 1 – 2                                                                         | Germania Ovest                                                                | Qual. Mondiali 1986                                                           | -                                                                             |                                                                               |
| 17-4-1985                                                                     | Augusta                                                                       | Germania Ovest                                                                | 4 – 1                                                                         | Bulgaria                                                                      | Amichevole                                                                    | -                                                                             |                                                                               |
| 30-4-1985                                                                     | Praga                                                                         | Cecoslovacchia                                                                | 1 – 5                                                                         | Germania Ovest                                                                | Qual. Mondiali 1986                                                           | 1                                                                             | 81’                                                                           |
| 12-6-1985                                                                     | Città del Messico                                                             | Germania Ovest                                                                | 0 – 3                                                                         | Inghilterra                                                                   | Amichevole                                                                    | -                                                                             |                                                                               |
| 15-6-1985                                                                     | Città del Messico                                                             | Messico                                                                       | 2 – 0                                                                         | Germania Ovest                                                                | Amichevole                                                                    | -                                                                             |                                                                               |
| 28-8-1985                                                                     | Mosca                                                                         | Unione Sovietica                                                              | 1 – 0                                                                         | Germania Ovest                                                                | Amichevole                                                                    | -                                                                             |                                                                               |
| 5-2-1986                                                                      | Avellino                                                                      | Italia                                                                        | 1 – 2                                                                         | Germania Ovest                                                                | Amichevole                                                                    | 1                                                                             |                                                                               |
| 12-3-1986                                                                     | Francoforte sul Meno                                                          | Germania Ovest                                                                | 2 – 0                                                                         | Brasile                                                                       | Amichevole                                                                    | -                                                                             |                                                                               |
| 9-4-1986                                                                      | Basilea                                                                       | Svizzera                                                                      | 0 – 1                                                                         | Germania Ovest                                                                | Amichevole                                                                    | -                                                                             |                                                                               |
| 11-5-1986                                                                     | Bochum                                                                        | Germania Ovest                                                                | 1 – 1                                                                         | Jugoslavia                                                                    | Amichevole                                                                    | -                                                                             |                                                                               |
| 14-5-1986                                                                     | Dortmund                                                                      | Germania Ovest                                                                | 3 – 1                                                                         | Paesi Bassi                                                                   | Amichevole                                                                    | -                                                                             | 81’                                                                           |
| 4-6-1986                                                                      | Santiago de Querétaro                                                         | Uruguay                                                                       | 1 – 1                                                                         | Germania Ovest                                                                | Mondiali 1986 - 1º turno                                                      | -                                                                             | 70’                                                                           |
| 8-6-1986                                                                      | Santiago de Querétaro                                                         | Germania Ovest                                                                | 2 – 1                                                                         | Scozia                                                                        | Mondiali 1986 - 1º turno                                                      | -                                                                             |                                                                               |
| 13-6-1986                                                                     | Santiago de Querétaro                                                         | Danimarca                                                                     | 2 – 0                                                                         | Germania Ovest                                                                | Mondiali 1986 - 1º turno                                                      | -                                                                             |                                                                               |
| 17-6-1986                                                                     | San Nicolás de los Garza                                                      | Marocco                                                                       | 0 – 1                                                                         | Germania Ovest                                                                | Mondiali 1986 - Ottavi di finale                                              | 1                                                                             |                                                                               |
| 21-6-1986                                                                     | San Nicolás de los Garza                                                      | Germania Ovest                                                                | 0 – 0 dts (4 – 1 dtr)                                                         | Messico                                                                       | Mondiali 1986 - Quarti di finale                                              | -                                                                             |                                                                               |
| 25-6-1986                                                                     | Guadalajara                                                                   | Francia                                                                       | 0 – 2                                                                         | Germania Ovest                                                                | Mondiali 1986 - Semifinale                                                    | -                                                                             |                                                                               |
| 29-6-1986                                                                     | Città del Messico                                                             | Argentina                                                                     | 3 – 2                                                                         | Germania Ovest                                                                | Mondiali 1986 - Finale                                                        | -                                                                             |                                                                               |
| 24-9-1986                                                                     | Copenaghen                                                                    | Danimarca                                                                     | 0 – 2                                                                         | Germania Ovest                                                                | Amichevole                                                                    | -                                                                             |                                                                               |
| 15-10-1986                                                                    | Hannover                                                                      | Germania Ovest                                                                | 2 – 2                                                                         | Spagna                                                                        | Amichevole                                                                    | -                                                                             |                                                                               |
| 29-10-1986                                                                    | Vienna                                                                        | Austria                                                                       | 4 – 1                                                                         | Germania Ovest                                                                | Amichevole                                                                    | -                                                                             | 63’, 64’                                                                      |
| 25-3-1987                                                                     | Tel Aviv                                                                      | Israele                                                                       | 0 – 2                                                                         | Germania Ovest                                                                | Amichevole                                                                    | 1                                                                             | cap.                                                                          |
| 18-4-1987                                                                     | Colonia                                                                       | Germania Ovest                                                                | 0 – 0                                                                         | Italia                                                                        | Amichevole                                                                    | -                                                                             |                                                                               |
| 12-8-1987                                                                     | Berlino Ovest                                                                 | Germania Ovest                                                                | 2 – 1                                                                         | Francia                                                                       | Amichevole                                                                    | -                                                                             |                                                                               |
| 18-11-1987                                                                    | Budapest                                                                      | Ungheria                                                                      | 0 – 0                                                                         | Germania Ovest                                                                | Amichevole                                                                    | -                                                                             | 46’                                                                           |
| 12-12-1987                                                                    | Brasilia                                                                      | Brasile                                                                       | 1 – 1                                                                         | Germania Ovest                                                                | Amichevole                                                                    | -                                                                             | cap.                                                                          |
| 16-12-1987                                                                    | Buenos Aires                                                                  | Argentina                                                                     | 1 – 0                                                                         | Brasile                                                                       | Amichevole                                                                    | -                                                                             | cap.                                                                          |
| 31-3-1988                                                                     | Berlino Ovest                                                                 | Germania Ovest                                                                | 1 – 1 dts (2 – 4 dtr)                                                         | Svezia                                                                        | Amichevole                                                                    | -                                                                             |                                                                               |
| 2-4-1988                                                                      | Berlino Ovest                                                                 | Germania Ovest                                                                | 1 – 0                                                                         | Argentina                                                                     | Amichevole                                                                    | 1                                                                             | cap.                                                                          |
| 27-4-1988                                                                     | Kaiserslautern                                                                | Germania Ovest                                                                | 1 – 0                                                                         | Svizzera                                                                      | Amichevole                                                                    | -                                                                             | cap.                                                                          |
| 4-6-1988                                                                      | Brema                                                                         | Germania Ovest                                                                | 1 – 1                                                                         | Jugoslavia                                                                    | Amichevole                                                                    | 1                                                                             | cap.                                                                          |
| 10-6-1988                                                                     | Düsseldorf                                                                    | Germania Ovest                                                                | 1 – 1                                                                         | Italia                                                                        | Euro 1988 - 1º turno                                                          | -                                                                             | cap.                                                                          |
| 14-6-1988                                                                     | Gelsenkirchen                                                                 | Germania Ovest                                                                | 2 – 0                                                                         | Danimarca                                                                     | Euro 1988 - 1º turno                                                          | -                                                                             | cap.                                                                          |
| 17-6-1988                                                                     | Monaco di Baviera                                                             | Germania Ovest                                                                | 2 – 0                                                                         | Spagna                                                                        | Euro 1988 - 1º turno                                                          | -                                                                             | cap.                                                                          |
| 21-6-1988                                                                     | Amburgo                                                                       | Germania Ovest                                                                | 1 – 2                                                                         | Paesi Bassi                                                                   | Euro 1988 - Semifinali                                                        | 1                                                                             | cap.                                                                          |
| 31-8-1988                                                                     | Helsinki                                                                      | Finlandia                                                                     | 0 – 4                                                                         | Germania Ovest                                                                | Qual. Mondiali 1990                                                           | 1                                                                             | cap.                                                                          |
| 19-10-1988                                                                    | Monaco di Baviera                                                             | Germania Ovest                                                                | 0 – 0                                                                         | Paesi Bassi                                                                   | Qual. Mondiali 1990                                                           | -                                                                             | cap.                                                                          |
| 22-3-1989                                                                     | Sofia                                                                         | Bulgaria                                                                      | 1 – 2                                                                         | Germania Ovest                                                                | Amichevole                                                                    | -                                                                             | cap.                                                                          |
| 26-4-1989                                                                     | Rotterdam                                                                     | Paesi Bassi                                                                   | 1 – 1                                                                         | Germania Ovest                                                                | Qual. Mondiali 1990                                                           | -                                                                             | cap.                                                                          |
| 4-10-1989                                                                     | Dortmund                                                                      | Germania Ovest                                                                | 6 – 1                                                                         | Finlandia                                                                     | Qual. Mondiali 1990                                                           | 1                                                                             | cap.                                                                          |
| 28-2-1990                                                                     | Montpellier                                                                   | Francia                                                                       | 2 – 1                                                                         | Germania Ovest                                                                | Amichevole                                                                    | -                                                                             | cap.                                                                          |
| 25-4-1990                                                                     | Stoccarda                                                                     | Germania Ovest                                                                | 3 – 3                                                                         | Uruguay                                                                       | Amichevole                                                                    | 1                                                                             | cap.                                                                          |
| 26-5-1990                                                                     | Düsseldorf                                                                    | Germania Ovest                                                                | 1 – 0                                                                         | Cecoslovacchia                                                                | Amichevole                                                                    | -                                                                             | cap.                                                                          |
| 30-5-1990                                                                     | Gelsenkirchen                                                                 | Germania Ovest                                                                | 1 – 0                                                                         | Danimarca                                                                     | Amichevole                                                                    | -                                                                             | cap. 67’                                                                      |
| 10-6-1990                                                                     | Milano                                                                        | Germania Ovest                                                                | 4 – 1                                                                         | Jugoslavia                                                                    | Mondiali 1990 - 1º turno                                                      | 2                                                                             | cap.                                                                          |
| 15-6-1990                                                                     | Milano                                                                        | Germania Ovest                                                                | 5 – 1                                                                         | Emirati Arabi Uniti                                                           | Mondiali 1990 - 1º turno                                                      | 1                                                                             | cap.                                                                          |
| 19-6-1990                                                                     | Milano                                                                        | Germania Ovest                                                                | 1 – 1                                                                         | Colombia                                                                      | Mondiali 1990 - 1º turno                                                      | -                                                                             | cap.                                                                          |
| 24-6-1990                                                                     | Milano                                                                        | Germania Ovest                                                                | 2 – 1                                                                         | Paesi Bassi                                                                   | Mondiali 1990 - Ottavi di finale                                              | -                                                                             | cap.                                                                          |
| 1-7-1990                                                                      | Milano                                                                        | Germania Ovest                                                                | 1 – 0                                                                         | Cecoslovacchia                                                                | Mondiali 1990 - Quarti di finale                                              | 1                                                                             | cap.                                                                          |
| 4-7-1990                                                                      | Torino                                                                        | Germania Ovest                                                                | 1 – 1 dts (4 – 3 dtr)                                                         | Inghilterra                                                                   | Mondiali 1990 - Semifinali                                                    | -                                                                             | cap.                                                                          |
| 8-7-1990                                                                      | Roma                                                                          | Germania Ovest                                                                | 1 – 0                                                                         | Argentina                                                                     | Mondiali 1990 - Finale                                                        | -                                                                             | cap.                                                                          |
| 29-8-1990                                                                     | Lisbona                                                                       | Portogallo                                                                    | 1 – 1                                                                         | Germania Ovest                                                                | Amichevole                                                                    | 1                                                                             | cap. 53’                                                                      |
| 10-10-1990                                                                    | Stoccolma                                                                     | Svezia                                                                        | 1 – 3                                                                         | Germania Ovest                                                                | Amichevole                                                                    | -                                                                             | cap.                                                                          |
| 31-10-1990                                                                    | Lussemburgo                                                                   | Lussemburgo                                                                   | 2 – 3                                                                         | Germania Ovest                                                                | Qual. Euro 1992                                                               | -                                                                             | cap.                                                                          |
| Totale                                                                        |                                                                               | Presenze                                                                      | 84                                                                            |                                                                               | Reti                                                                          | 15                                                                            |                                                                               |

| Cronologia completa delle presenze e delle reti in nazionale ― Germania | Cronologia completa delle presenze e delle reti in nazionale ― Germania | Cronologia completa delle presenze e delle reti in nazionale ― Germania | Cronologia completa delle presenze e delle reti in nazionale ― Germania | Cronologia completa delle presenze e delle reti in nazionale ― Germania | Cronologia completa delle presenze e delle reti in nazionale ― Germania | Cronologia completa delle presenze e delle reti in nazionale ― Germania | Cronologia completa delle presenze e delle reti in nazionale ― Germania |
| Data                                                                    | Città                                                                   | In casa                                                                 | Risultato                                                               | Ospiti                                                                  | Competizione                                                            | Reti                                                                    | Note                                                                    |
| ----------------------------------------------------------------------- | ----------------------------------------------------------------------- | ----------------------------------------------------------------------- | ----------------------------------------------------------------------- | ----------------------------------------------------------------------- | ----------------------------------------------------------------------- | ----------------------------------------------------------------------- | ----------------------------------------------------------------------- |
| 19-12-1990                                                              | Stoccarda                                                               | Germania                                                                | 4 – 0                                                                   | Svizzera                                                                | Amichevole                                                              | 1                                                                       | cap.                                                                    |
| 27-3-1991                                                               | Francoforte sul Meno                                                    | Germania                                                                | 2 – 1                                                                   | Unione Sovietica                                                        | Amichevole                                                              | 1                                                                       | cap.                                                                    |
| 1-5-1991                                                                | Hannover                                                                | Germania                                                                | 1 – 0                                                                   | Belgio                                                                  | Qual. Euro 1992                                                         | 1                                                                       | cap.                                                                    |
| 5-6-1991                                                                | Cardiff                                                                 | Galles                                                                  | 1 – 0                                                                   | Germania                                                                | Qual. Euro 1992                                                         | -                                                                       | cap. 46’                                                                |
| 11-9-1991                                                               | Londra                                                                  | Inghilterra                                                             | 0 – 1                                                                   | Germania                                                                | Amichevole                                                              | -                                                                       | cap.                                                                    |
| 16-10-1991                                                              | Norimberga                                                              | Germania                                                                | 4 – 1                                                                   | Galles                                                                  | Qual. Euro 1992                                                         | -                                                                       | cap.                                                                    |
| 20-11-1991                                                              | Bruxelles                                                               | Belgio                                                                  | 0 – 1                                                                   | Germania                                                                | Qual. Euro 1992                                                         | -                                                                       | cap.                                                                    |
| 18-12-1991                                                              | Leverkusen                                                              | Germania                                                                | 4 – 0                                                                   | Lussemburgo                                                             | Qual. Euro 1992                                                         | 1                                                                       | cap.                                                                    |
| 25-3-1992                                                               | Torino                                                                  | Italia                                                                  | 1 – 0                                                                   | Germania                                                                | Amichevole                                                              | -                                                                       | cap.                                                                    |
| 14-10-1992                                                              | Dresda                                                                  | Germania                                                                | 1 – 1                                                                   | Messico                                                                 | Amichevole                                                              | -                                                                       | cap.                                                                    |
| 16-12-1992                                                              | Porto Alegre                                                            | Brasile                                                                 | 3 – 1                                                                   | Germania                                                                | Amichevole                                                              | -                                                                       | cap.                                                                    |
| 20-12-1992                                                              | Montevideo                                                              | Uruguay                                                                 | 1 – 4                                                                   | Germania                                                                | Amichevole                                                              | -                                                                       | cap.                                                                    |
| 24-3-1993                                                               | Glasgow                                                                 | Scozia                                                                  | 0 – 1                                                                   | Germania                                                                | Amichevole                                                              | -                                                                       | cap. 88’                                                                |
| 14-4-1993                                                               | Bochum                                                                  | Germania                                                                | 6 – 1                                                                   | Ghana                                                                   | Amichevole                                                              | -                                                                       | cap. 84’                                                                |
| 10-6-1993                                                               | Washington                                                              | Brasile                                                                 | 3 – 3                                                                   | Germania                                                                | U.S. Cup 1993                                                           | -                                                                       | cap.                                                                    |
| 13-6-1993                                                               | Chicago                                                                 | Stati Uniti                                                             | 3 – 4                                                                   | Germania                                                                | U.S. Cup 1993                                                           | -                                                                       | cap.                                                                    |
| 19-6-1993                                                               | Pontiac                                                                 | Germania                                                                | 2 – 1                                                                   | Inghilterra                                                             | U.S. Cup 1993                                                           | -                                                                       | cap.                                                                    |
| 22-9-1993                                                               | Tunisi                                                                  | Tunisia                                                                 | 1 – 1                                                                   | Germania                                                                | Amichevole                                                              | -                                                                       | cap.                                                                    |
| 13-10-1993                                                              | Karlsruhe                                                               | Germania                                                                | 5 – 0                                                                   | Uruguay                                                                 | Amichevole                                                              | -                                                                       | cap.                                                                    |
| 17-11-1993                                                              | Colonia                                                                 | Germania                                                                | 2 – 1                                                                   | Brasile                                                                 | Amichevole                                                              | -                                                                       | cap.                                                                    |
| 15-12-1993                                                              | Miami                                                                   | Germania                                                                | 1 – 2                                                                   | Argentina                                                               | Amichevole                                                              | -                                                                       | cap.                                                                    |
| 18-12-1993                                                              | San Francisco                                                           | Stati Uniti                                                             | 0 – 3                                                                   | Germania                                                                | Amichevole                                                              | -                                                                       | cap.                                                                    |
| 22-12-1993                                                              | Città del Messico                                                       | Messico                                                                 | 0 – 0                                                                   | Germania                                                                | Amichevole                                                              | -                                                                       | cap.                                                                    |
| 23-3-1994                                                               | Stoccarda                                                               | Germania                                                                | 2 – 1                                                                   | Italia                                                                  | Amichevole                                                              | -                                                                       | cap.                                                                    |
| 27-4-1994                                                               | Abu Dhabi                                                               | Emirati Arabi Uniti                                                     | 0 – 2                                                                   | Germania                                                                | Amichevole                                                              | -                                                                       | cap. 46’                                                                |
| 29-5-1994                                                               | Hannover                                                                | Germania                                                                | 0 – 2                                                                   | Irlanda                                                                 | Amichevole                                                              | -                                                                       | cap.                                                                    |
| 2-6-1994                                                                | Vienna                                                                  | Austria                                                                 | 1 – 5                                                                   | Germania                                                                | Amichevole                                                              | -                                                                       | cap. 85’                                                                |
| 8-6-1994                                                                | Toronto                                                                 | Canada                                                                  | 0 – 2                                                                   | Germania                                                                | Amichevole                                                              | -                                                                       | cap.                                                                    |
| 17-6-1994                                                               | Chicago                                                                 | Germania                                                                | 1 – 0                                                                   | Bolivia                                                                 | Mondiali 1994 - 1º turno                                                | -                                                                       | cap.                                                                    |
| 21-6-1994                                                               | Chicago                                                                 | Germania                                                                | 1 – 1                                                                   | Spagna                                                                  | Mondiali 1994 - 1º turno                                                | -                                                                       | cap.                                                                    |
| 27-6-1994                                                               | Dallas                                                                  | Germania                                                                | 3 – 2                                                                   | Corea del Sud                                                           | Mondiali 1994 - 1º turno                                                | -                                                                       | cap. 64’                                                                |
| 2-7-1994                                                                | Chicago                                                                 | Germania                                                                | 3 – 2                                                                   | Belgio                                                                  | Mondiali 1994 - Ottavi di finale                                        | -                                                                       | cap. 46’                                                                |
| 10-7-1994                                                               | New York                                                                | Bulgaria                                                                | 2 – 1                                                                   | Germania                                                                | Mondiali 1994 - Quarti di finale                                        | 1                                                                       | cap.                                                                    |
| 7-9-1994                                                                | Mosca                                                                   | Russia                                                                  | 0 – 1                                                                   | Germania                                                                | Amichevole                                                              | -                                                                       | cap.                                                                    |
| 12-10-1994                                                              | Budapest                                                                | Ungheria                                                                | 0 – 0                                                                   | Germania                                                                | Amichevole                                                              | -                                                                       | cap. 46’                                                                |
| 16-11-1994                                                              | Tirana                                                                  | Albania                                                                 | 1 – 2                                                                   | Germania                                                                | Qual. Euro 1996                                                         | -                                                                       |                                                                         |
| 14-12-1994                                                              | Chișinău                                                                | Moldavia                                                                | 0 – 3                                                                   | Germania                                                                | Qual. Euro 1996                                                         | 1                                                                       | cap.                                                                    |
| 18-12-1994                                                              | Kaiserslautern                                                          | Germania                                                                | 2 – 1                                                                   | Albania                                                                 | Qual. Euro 1996                                                         | 1                                                                       |                                                                         |
| 27-5-1998                                                               | Helsinki                                                                | Finlandia                                                               | 0 – 0                                                                   | Germania                                                                | Amichevole                                                              | -                                                                       |                                                                         |
| 30-5-1998                                                               | Francoforte                                                             | Germania                                                                | 3 – 1                                                                   | Colombia                                                                | Amichevole                                                              | -                                                                       | 71’                                                                     |
| 5-6-1998                                                                | Mannheim                                                                | Germania                                                                | 7 – 0                                                                   | Lussemburgo                                                             | Amichevole                                                              | -                                                                       | 46’                                                                     |
| 21-6-1998                                                               | Lens                                                                    | Germania                                                                | 2 – 2                                                                   | Jugoslavia                                                              | Mondiali 1998 - 1º turno                                                | -                                                                       | 46’                                                                     |
| 25-6-1998                                                               | Montpellier                                                             | Germania                                                                | 2 – 0                                                                   | Iran                                                                    | Mondiali 1998 - 1º turno                                                | -                                                                       |                                                                         |
| 29-6-1998                                                               | Montpellier                                                             | Germania                                                                | 2 – 1                                                                   | Messico                                                                 | Mondiali 1998 - Ottavi di finale                                        | -                                                                       |                                                                         |
| 4-7-1998                                                                | Lione                                                                   | Germania                                                                | 0 – 3                                                                   | Croazia                                                                 | Mondiali 1998 - Quarti di finale                                        | -                                                                       |                                                                         |
| 18-11-1998                                                              | Gelsenkirchen                                                           | Germania                                                                | 1 – 1                                                                   | Paesi Bassi                                                             | Amichevole                                                              | -                                                                       | 70’                                                                     |
| 6-2-1999                                                                | Jacksonville                                                            | Stati Uniti                                                             | 3 – 0                                                                   | Germania                                                                | Amichevole                                                              | -                                                                       | cap.                                                                    |
| 9-2-1999                                                                | Miami                                                                   | Colombia                                                                | 3 – 3                                                                   | Germania                                                                | Amichevole                                                              | -                                                                       | cap.                                                                    |
| 27-3-1999                                                               | Belfast                                                                 | Irlanda del Nord                                                        | 0 – 3                                                                   | Germania                                                                | Qual. Euro 2000                                                         | -                                                                       | 46’                                                                     |
| 31-3-1999                                                               | Norimberga                                                              | Germania                                                                | 2 – 0                                                                   | Finlandia                                                               | Qual. Euro 2000                                                         | -                                                                       |                                                                         |
| 28-4-1999                                                               | Brema                                                                   | Germania                                                                | 0 – 1                                                                   | Scozia                                                                  | Amichevole                                                              | -                                                                       |                                                                         |
| 4-6-1999                                                                | Leverkusen                                                              | Germania                                                                | 6 – 1                                                                   | Moldavia                                                                | Qual. Euro 2000                                                         | -                                                                       | 74’                                                                     |
| 24-7-1999                                                               | Guadalajara                                                             | Brasile                                                                 | 4 – 0                                                                   | Germania                                                                | Conf. Cup 1999 - 1º Turno                                               | -                                                                       | cap.                                                                    |
| 28-7-1999                                                               | Guadalajara                                                             | Germania                                                                | 2 – 0                                                                   | Nuova Zelanda                                                           | Conf. Cup 1999 - 1º Turno                                               | 1                                                                       | cap. 71’                                                                |
| 30-7-1999                                                               | Guadalajara                                                             | Stati Uniti                                                             | 2 – 0                                                                   | Germania                                                                | Conf. Cup 1999 - 1º Turno                                               | -                                                                       | cap.                                                                    |
| 4-9-1999                                                                | Helsinki                                                                | Finlandia                                                               | 1 – 2                                                                   | Germania                                                                | Qual. Euro 2000                                                         | -                                                                       |                                                                         |
| 8-9-1999                                                                | Dortmund                                                                | Germania                                                                | 4 – 0                                                                   | Irlanda del Nord                                                        | Qual. Euro 2000                                                         | -                                                                       |                                                                         |
| 9-10-1999                                                               | Monaco                                                                  | Germania                                                                | 0 – 0                                                                   | Turchia                                                                 | Qual. Euro 2000                                                         | -                                                                       |                                                                         |
| 14-11-1999                                                              | Oslo                                                                    | Norvegia                                                                | 0 – 1                                                                   | Germania                                                                | Amichevole                                                              | -                                                                       |                                                                         |
| 23-2-2000                                                               | Amsterdam                                                               | Paesi Bassi                                                             | 2 – 1                                                                   | Germania                                                                | Amichevole                                                              | -                                                                       |                                                                         |
| 29-3-2000                                                               | Zagabria                                                                | Croazia                                                                 | 1 – 1                                                                   | Germania                                                                | Amichevole                                                              | -                                                                       |                                                                         |
| 26-4-2000                                                               | Kaiserslautern                                                          | Germania                                                                | 1 – 1                                                                   | Svizzera                                                                | Amichevole                                                              | -                                                                       |                                                                         |
| 7-6-2000                                                                | Friburgo                                                                | Germania                                                                | 8 – 2                                                                   | Liechtenstein                                                           | Amichevole                                                              | -                                                                       | 46’                                                                     |
| 12-6-2000                                                               | Liegi                                                                   | Germania                                                                | 1 – 1                                                                   | Romania                                                                 | Euro 2000 - 1º turno                                                    | -                                                                       | 78’                                                                     |
| 17-6-2000                                                               | Charleroi                                                               | Inghilterra                                                             | 1 – 0                                                                   | Germania                                                                | Euro 2000 - 1º turno                                                    | -                                                                       |                                                                         |
| 20-6-2000                                                               | Rotterdam                                                               | Portogallo                                                              | 3 – 0                                                                   | Germania                                                                | Euro 2000 - 1º turno                                                    | -                                                                       |                                                                         |
| Totale                                                                  |                                                                         | Presenze                                                                | 66                                                                      |                                                                         | Reti                                                                    | 8                                                                       |                                                                         |

### Statistiche da allenatore

#### Club
In grassetto le competizioni vinte.
| Stagione        | Squadra          | Campionato      | Campionato | Campionato | Campionato | Campionato | Coppe nazionali | Coppe nazionali | Coppe nazionali | Coppe nazionali | Coppe nazionali | Coppe continentali | Coppe continentali | Coppe continentali | Coppe continentali | Coppe continentali | Altre coppe | Altre coppe | Altre coppe | Altre coppe | Altre coppe | Totale | Totale | Totale | Totale | % Vittorie | Piazzamento |
| Stagione        | Squadra          | Comp            | G          | V          | N          | P          | Comp            | G               | V               | N               | P               | Comp               | G                  | V                  | N                  | P                  | Comp        | G           | V           | N           | P           | G      | V      | N      | P      | %          | Piazzamento |
| --------------- | ---------------- | --------------- | ---------- | ---------- | ---------- | ---------- | --------------- | --------------- | --------------- | --------------- | --------------- | ------------------ | ------------------ | ------------------ | ------------------ | ------------------ | ----------- | ----------- | ----------- | ----------- | ----------- | ------ | ------ | ------ | ------ | ---------- | ----------- |
| set. 2001-2002  | Rapid Vienna     | BL              | 27         | 8          | 8          | 11         | CA              | 1               | 0               | 0               | 1               | CU                 | 4                  | 1                  | 1                  | 2                  | -           | -           | -           | -           | -           | 32     | 9      | 9      | 14     | 28,13      | Sub, 8°     |
| dic. 2002-2003  | Partizan         | PL              | 16         | 14         | 0          | 2          | CSM             | 0               | 0               | 0               | 0               | -                  | -                  | -                  | -                  | -                  | -           | -           | -           | -           | -           | 16     | 14     | 0      | 2      | 87,50      | Sub, 1°     |
| ago.-dic. 2003  | Partizan         | PL              | 15         | 11         | 1          | 3          | CSM             | 2               | 2               | 0               | 0               | UCL                | 10                 | 1                  | 5                  | 4                  | -           | -           | -           | -           | -           | 27     | 14     | 6      | 7      | 51,85      | Dim         |
| Totale Partizan | Totale Partizan  | Totale Partizan | 31         | 25         | 1          | 5          |                 | 2               | 2               | 0               | 0               |                    | 10                 | 1                  | 5                  | 4                  |             | -           | -           | -           | -           | 43     | 28     | 6      | 9      | 65,12      |             |
| gen.-mar. 2006  | Athl. Paranaense | A1/PR+A         | 16+0       | 8+0        | 4+0        | 4+0        | CB              | 2               | 1               | 0               | 1               | -                  | -                  | -                  | -                  | -                  | -           | -           | -           | -           | -           | 18     | 9      | 4      | 5      | 50,00      | Dim         |
| 2008-2009       | Maccabi Netanya  | LhA             | 33         | 14         | 12         | 7          | GhM             | 4               | 3               | 1               | 0               | CU                 | 2                  | 0                  | 1                  | 1                  | -           | -           | -           | -           | -           | 39     | 17     | 14     | 8      | 43,59      | 4°          |
| Totale carriera | Totale carriera  | Totale carriera | 107        | 55         | 25         | 27         |                 | 9               | 6               | 1               | 2               |                    | 16                 | 2                  | 7                  | 7                  |             | -           | -           | -           | -           | 132    | 63     | 33     | 36     | 47,73      |             |

#### Nazionale ungherese
| Squadra  | Naz                 | dal              | al               | Record | Record | Record | Record     | Record | Record | Record | Record |
| G        | V                   | N                | P                | GF     | GS     | DR     | % Vittorie |        |        |        |        |
| -------- | ------------------- | ---------------- | ---------------- | ------ | ------ | ------ | ---------- | ------ | ------ | ------ | ------ |
| Ungheria | Ungheria (bandiera) | 14 dicembre 2003 | 31 dicembre 2005 | 28     | 11     | 3      | 14         | 39     | 39     | +0     | 39,29  |

#### Nazionale nel dettaglio
| 2004             | Ungheria        | Qual. Mondiali 2006 | 4º nel Gruppo 8 | 4  | 2  | 0 | 2  | 50,00 | 5  | 8  | -3 |
| 2005             | Ungheria        | Qual. Mondiali 2006 | 4º nel Gruppo 8 | 6  | 2  | 2 | 2  | 33,33 | 8  | 6  | +2 |
| Dal 2004 al 2005 | Ungheria        | Amichevoli          |                 | 18 | 7  | 1 | 10 | 38,89 | 26 | 25 | +1 |
| Totale Ungheria  | Totale Ungheria | Totale Ungheria     | Totale Ungheria | 28 | 11 | 3 | 14 | 39,29 | 39 | 39 | +0 |

#### Panchine da commissario tecnico della nazionale ungherese
| Cronologia completa delle presenze e delle reti in nazionale ― Ungheria | Cronologia completa delle presenze e delle reti in nazionale ― Ungheria | Cronologia completa delle presenze e delle reti in nazionale ― Ungheria | Cronologia completa delle presenze e delle reti in nazionale ― Ungheria | Cronologia completa delle presenze e delle reti in nazionale ― Ungheria | Cronologia completa delle presenze e delle reti in nazionale ― Ungheria | Cronologia completa delle presenze e delle reti in nazionale ― Ungheria | Cronologia completa delle presenze e delle reti in nazionale ― Ungheria |
| Data                                                                    | Città                                                                   | In casa                                                                 | Risultato                                                               | Ospiti                                                                  | Competizione                                                            | Reti                                                                    | Note                                                                    |
| ----------------------------------------------------------------------- | ----------------------------------------------------------------------- | ----------------------------------------------------------------------- | ----------------------------------------------------------------------- | ----------------------------------------------------------------------- | ----------------------------------------------------------------------- | ----------------------------------------------------------------------- | ----------------------------------------------------------------------- |
| 18-2-2004                                                               | Paphos                                                                  | Ungheria                                                                | 2 – 0                                                                   | Armenia                                                                 | Amichevole                                                              | Imre Szabics Krisztián Lisztes                                          |                                                                         |
| 19-2-2004                                                               | Limassol                                                                | Ungheria                                                                | 2 – 1                                                                   | Lettonia                                                                | Amichevole                                                              | Attila Tököli Krisztián Kenesei                                         | Cap: Z.Gera                                                             |
| 21-3-2004                                                               | Strovolos                                                               | Romania                                                                 | 3 – 0                                                                   | Ungheria                                                                | Amichevole                                                              | -                                                                       | Cap: Z.Gera                                                             |
| 31-3-2004                                                               | Budapest                                                                | Ungheria                                                                | 1 – 2                                                                   | Galles                                                                  | Amichevole                                                              | Krisztián Kenesei                                                       | Cap: Z.Gera                                                             |
| 25-4-2004                                                               | Zalaegerszeg                                                            | Ungheria                                                                | 3 – 2                                                                   | Giappone                                                                | Amichevole                                                              | Attila Kuttor Roland Juhász Szabolcs Huszti (rig.)                      | Cap: Z.Gera                                                             |
| 28-4-2004                                                               | Budapest                                                                | Ungheria                                                                | 1 – 4                                                                   | Brasile                                                                 | Amichevole                                                              | Sándor Torghelle                                                        | Cap: Z.Gera                                                             |
| 1-6-2004                                                                | Tientsin                                                                | Cina                                                                    | 2 – 1                                                                   | Ungheria                                                                | Amichevole                                                              | Krisztián Kenesei (rig.)                                                | Cap: Z.Peto                                                             |
| 6-6-2004                                                                | Kaiserslautern                                                          | Germania                                                                | 0 – 2                                                                   | Ungheria                                                                | Amichevole                                                              | 2 Sándor Torghelle                                                      | Cap: Z.Gera                                                             |
| 18-4-2004                                                               | Glasgow                                                                 | Scozia                                                                  | 0 – 3                                                                   | Ungheria                                                                | Amichevole                                                              | 2 Szabolcs Huszti 1 (rig.) autorete                                     | Cap: Z.Gera                                                             |
| 4-9-2004                                                                | Zagabria                                                                | Croazia                                                                 | 3 – 0                                                                   | Ungheria                                                                | Qual. Mondiali 2006                                                     | -                                                                       | Cap: Z.Gera                                                             |
| 8-9-2004                                                                | Budapest                                                                | Ungheria                                                                | 3 – 2                                                                   | Islanda                                                                 | Qual. Mondiali 2006                                                     | Zoltán Gera Sándor Torghelle Imre Szabics                               | Cap: Z.Gera                                                             |
| 9-10-2004                                                               | Solna                                                                   | Svezia                                                                  | 3 – 0                                                                   | Ungheria                                                                | Qual. Mondiali 2006                                                     | -                                                                       | Cap: Z.Gera                                                             |
| 17-11-2004                                                              | Ta' Qali                                                                | Malta                                                                   | 0 – 2                                                                   | Ungheria                                                                | Qual. Mondiali 2006                                                     | Zoltán Gera Péter Kovács                                                | Cap: Z.Gera                                                             |
| 30-11-2004                                                              | Bangkok                                                                 | Ungheria                                                                | 0 – 1                                                                   | Slovacchia                                                              | Amichevole                                                              | -                                                                       |                                                                         |
| 2-12-2004                                                               | Bangkok                                                                 | Estonia                                                                 | 0 – 5                                                                   | Ungheria                                                                | Amichevole                                                              | Henrik Rósa autorete Zsombor Kerekes Péter Rajczi Zoltan Pollak         | Cap: R.Juhàsz                                                           |
| 2-2-2005                                                                | Istanbul                                                                | Arabia Saudita                                                          | 0 – 0                                                                   | Ungheria                                                                | Amichevole                                                              | -                                                                       | Cap: O.Vincze                                                           |
| 9-2-2005                                                                | Cardiff                                                                 | Galles                                                                  | 2 – 0                                                                   | Ungheria                                                                | Amichevole                                                              | -                                                                       | Cap: Z.Gera                                                             |
| 30-5-2005                                                               | Budapest                                                                | Ungheria                                                                | 1 – 1                                                                   | Bulgaria                                                                | Qual. Mondiali 2006                                                     | Péter Rajczi                                                            | Cap: R.Juhàsz                                                           |
| 31-5-2005                                                               | Longeville-lès-Metz                                                     | Francia                                                                 | 2 – 1                                                                   | Ungheria                                                                | Amichevole                                                              | Zsombor Kerekes                                                         | Cap: Z.Gera                                                             |
| 4-6-2006                                                                | Reykjavík                                                               | Islanda                                                                 | 2 – 3 (Cap: Z.Gera dtr)                                                 | Ungheria                                                                | Qual. Mondiali 2006                                                     | 2 Zoltán Gera 2 (rig.) Szabolcs Huszti                                  |                                                                         |
| 17-8-2005                                                               | Budapest                                                                | Ungheria                                                                | 1 – 2                                                                   | Argentina                                                               | Amichevole                                                              | Sándor Torghelle                                                        | Cap: Z.Gera                                                             |
| 3-9-2005                                                                | Budapest                                                                | Ungheria                                                                | 4 – 0                                                                   | Malta                                                                   | Qual. Mondiali 2006                                                     | Sándor Torghelle autorete Ákos Takács Péter Rajczi                      | Cap: Z.Gera                                                             |
| 7-9-2005                                                                | Budapest                                                                | Ungheria                                                                | 0 – 1                                                                   | Svezia                                                                  | Qual. Mondiali 2006                                                     | -                                                                       | Cap: Z.Gera                                                             |
| 8-10-2005                                                               | Sofia                                                                   | Bulgaria                                                                | 2 – 0                                                                   | Ungheria                                                                | Qual. Mondiali 2006                                                     | -                                                                       | Cap: L.Bodnar                                                           |
| 12-10-2005                                                              | Budapest                                                                | Ungheria                                                                | 0 – 0                                                                   | Croazia                                                                 | Qual. Mondiali 2006                                                     | -                                                                       | Cap: L.Bodnar                                                           |
| 16-11-2005                                                              | Atene                                                                   | Grecia                                                                  | 2 – 1                                                                   | Ungheria                                                                | Amichevole                                                              | Krisztián Kenesei (rig.)                                                | Cap: L.Bodnar                                                           |
| 14-12-2005                                                              | Phoenix                                                                 | Messico                                                                 | 2 – 0                                                                   | Ungheria                                                                | Amichevole                                                              | -                                                                       |                                                                         |
| 18-12-2005                                                              | Miami                                                                   | Antigua e Barbuda                                                       | 0 – 3                                                                   | Ungheria                                                                | Amichevole                                                              | Krisztián Vadócz Róbert Feczesin István Ferenczi                        | Cap: V.Vanczák                                                          |
| Totale                                                                  |                                                                         | Presenze                                                                | 28                                                                      |                                                                         | Reti                                                                    | 39                                                                      |                                                                         |

#### Nazionale bulgara
| Squadra  | Naz                 | dal               | al                | Record | Record | Record | Record     | Record | Record | Record | Record |
| G        | V                   | N                 | P                 | GF     | GS     | DR     | % Vittorie |        |        |        |        |
| -------- | ------------------- | ----------------- | ----------------- | ------ | ------ | ------ | ---------- | ------ | ------ | ------ | ------ |
| Bulgaria | Bulgaria (bandiera) | 23 settembre 2010 | 19 settembre 2011 | 10     | 3      | 3      | 4          | 8      | 11     | −3     | 30,00  |

#### Nazionale bulgara nel dettaglio
| ott. 2010        | Bulgaria        | Qual. Europeo 2012 | Risoluzione consensuale | 1  | 1 | 0 | 0 | 100,00& | 1 | 0  | +1 |
| 2011             | Bulgaria        | Qual. Europeo 2012 | Risoluzione consensuale | 4  | 0 | 2 | 2 | &0,00   | 2 | 7  | -5 |
| Dal 2010 al 2011 | Bulgaria        | Amichevoli         |                         | 5  | 2 | 1 | 2 | 40,00   | 5 | 4  | +1 |
| Totale Ungheria  | Totale Ungheria | Totale Ungheria    | Totale Ungheria         | 10 | 3 | 3 | 4 | 30,00   | 8 | 11 | -3 |

#### Panchine da commissario tecnico della nazionale bulgara
| Cronologia completa delle presenze e delle reti in nazionale ― Bulgaria | Cronologia completa delle presenze e delle reti in nazionale ― Bulgaria | Cronologia completa delle presenze e delle reti in nazionale ― Bulgaria | Cronologia completa delle presenze e delle reti in nazionale ― Bulgaria | Cronologia completa delle presenze e delle reti in nazionale ― Bulgaria | Cronologia completa delle presenze e delle reti in nazionale ― Bulgaria | Cronologia completa delle presenze e delle reti in nazionale ― Bulgaria | Cronologia completa delle presenze e delle reti in nazionale ― Bulgaria |
| Data                                                                    | Città                                                                   | In casa                                                                 | Risultato                                                               | Ospiti                                                                  | Competizione                                                            | Reti                                                                    | Note                                                                    |
| ----------------------------------------------------------------------- | ----------------------------------------------------------------------- | ----------------------------------------------------------------------- | ----------------------------------------------------------------------- | ----------------------------------------------------------------------- | ----------------------------------------------------------------------- | ----------------------------------------------------------------------- | ----------------------------------------------------------------------- |
| 8-10-2010                                                               | Cardiff                                                                 | Galles                                                                  | 0 – 1                                                                   | Bulgaria                                                                | Qual. Euro 2012                                                         | Ivelin Popov                                                            | Cap: S.Petrov                                                           |
| 12-10-2010                                                              | Istanbul                                                                | Arabia Saudita                                                          | 0 – 2                                                                   | Bulgaria                                                                | Amichevole                                                              | Dimitar Rangelov Valeri Domovchiyski                                    |                                                                         |
| 17-11-2010                                                              | Sofia                                                                   | Bulgaria                                                                | 0 – 1                                                                   | Serbia                                                                  | Amichevole                                                              | -                                                                       |                                                                         |
| 9-2-2011                                                                | Tallinn                                                                 | Estonia                                                                 | 2 – 2                                                                   | Bulgaria                                                                | Amichevole                                                              | 2 Ivelin Popov 2 (rig.)                                                 | Cap: S.Petrov                                                           |
| 26-3-2011                                                               | Sofia                                                                   | Bulgaria                                                                | 0 – 0                                                                   | Svizzera                                                                | Qual. Euro 2012                                                         | -                                                                       | Cap: S.Petrov                                                           |
| 29-3-2011                                                               | Larnaca                                                                 | Cipro                                                                   | 0 – 1                                                                   | Bulgaria                                                                | Amichevole                                                              | Martin Petrov                                                           | Cap: S.Petrov                                                           |
| 4-6-2011                                                                | Podgorica                                                               | Montenegro                                                              | 1 – 1                                                                   | Bulgaria                                                                | Qual. Euro 2012                                                         | Ivelin Popov                                                            | Cap: S.Petrov                                                           |
| 10-8-2011                                                               | Barysaŭ                                                                 | Bielorussia                                                             | 1 – 0                                                                   | Bulgaria                                                                | Amichevole                                                              | -                                                                       |                                                                         |
| 2-9-2011                                                                | Sofia                                                                   | Bulgaria                                                                | 0 – 3                                                                   | Inghilterra                                                             | Qual. Euro 2012                                                         | -                                                                       | Cap: S.Petrov                                                           |
| 6-9-2011                                                                | Basilea                                                                 | Svizzera                                                                | 3 – 1                                                                   | Bulgaria                                                                | Qual. Euro 2012                                                         | Ivan Ivanov                                                             | Cap: S.Petrov                                                           |
| Totale                                                                  |                                                                         | Presenze                                                                | 10                                                                      |                                                                         | Reti                                                                    | 8                                                                       |                                                                         |

### Record
- Calciatore col maggior numero di Mondiali disputati (5, a pari merito con Antonio Carbajal, Rafael Márquez, Gianluigi Buffon, Lionel Messi e Cristiano Ronaldo).[1]

## Palmarès

### Giocatore

#### Club

##### Competizioni nazionali
- Campionato tedesco: 6

Bayern Monaco: 1984-1985, 1985-1986, 1986-1987, 1993-1994, 1996-1997, 1998-1999
- Coppa di Germania: 2

Bayern Monaco: 1985-1986, 1997-1998
- Supercoppa di Germania: 1

Bayern Monaco: 1987
- Campionato italiano: 1

Inter: 1988-1989
- Supercoppa italiana: 1

Inter: 1989
- Coppa di Lega tedesca: 3

Bayern Monaco: 1997, 1998, 1999

##### Competizioni internazionali
- Coppa UEFA: 2

Inter: 1990-1991
Bayern Monaco: 1995-1996

#### Nazionale
- Campionato d'Europa: 1

Italia 1980
- Campionato mondiale: 1

Italia 1990

#### Individuale

Matthäus in posa con il Pallone d'oro vinto nel 1990.

- Squadra del torneo del campionato europeo: 1

Germania Ovest 1988
- Pallone d'argento dei Mondiali: 1

Italia 1990
- Pallone d'oro: 1

1990
- Miglior calciatore dell'anno IFFHS: 1

1990
- FIFA World Player: 1

1991
- World Soccer calciatore dell'anno: 1

1990
- Onze d'or: 1

1990
- Calciatore dell'anno IFFHS: 1

1990
- Onze d'Argento: 1

1991
- Calciatore tedesco dell'anno: 2

1990, 1999
- All-Star Team del campionato mondiale di calcio: 1[40]

Italia 1990
- Leggende del calcio del Golden Foot

2012
- FIFA 100

2004
- Inserito nella Hall of Fame dell'Inter nella categoria Centrocampisti

2018
- Inserito nel Dream Team del Pallone d'oro

2020

### Allenatore
- Campionato serbomontenegrino: 1

Partizan: 2002-2003
- Campionato austriaco: 1

Salisburgo: 2006-2007